# Стокгольмський педагогічний інститут
Стокгольмський педагогічний інститут (швед. Lärarhögskolan i Stockholm (LHS)) — колишній шведський педагогічний коледж, який був зосереджений на підготовці шкільних вчителів. Зараз частина Стокгольмського університету. 

## Історія
Університет заснований у 1956 році й був розташований у Маріберзі в Стокгольмі, переважно в районі Кампус Конрадсберг. У зв'язку з реформою університету в 1977 році концепцію педагогічного коледжу офіційно скасували, а Стокгольмський коледж педагогів об'єднали зі Школою гімнастики та спорту, утворивши Стокгольмський коледж педагогічної освіти (HLS). У 1993 році Спортивна академія в Стокгольмі знову відокремилася як окремий інститут, а потім була повернута стара назва Lärarhögskolan i Stockholm.
Головна будівля Педагогічного коледжу, Конрадсберг, використовувалася для психіатричної допомоги до 1995 року, а потім була передана Педагогічному інституту в Стокгольмі. З 1 січня 2008 року діяльність LHS була включена до Стокгольмського університету. Однак ще до цього злиття студенти-викладачі вивчали багато своїх предметних курсів у Стокгольмському університеті.
Інститут мав декілька центрів зі своєю власною радою, серед них Центр дитячої та молодіжної науки, який працював над поширенням сучасних досліджень для дітей та молоді та видавав журнал Locus.

## Ректори
Ректори Стокгольмського педагогічного інституту:
- 1991–1997 — Бенгт Бер’єсон, професор соціальної роботи.
- 1997–2006 — Ескіл Франк, доцент теології.
- 2006–2008 — Інгрід Карлгрен, почесний професор педагогіки.